# Nina Stojiljković
Nina Stojiljkovic, född 1 september, 1996 i Paris, Frankrike, är en volleybollspelare (passare).

## Biografi
Stojiljkovic är född i 15:e arrondissementet i Paris. Hennes föräldrar har sitt ursprung i Niš i Serbien och var elitidrottare, fadern i handboll och modern i volleyboll. Även Ninas bror är elitidrottare (basket). Hon följde i sin moders fotspår och började spela volleyboll. Först spelade hon i Clamart Volley-Ball, för att senare flytta. Först till Châtenay-Malabry och tre år senare till Toulouse och Institut fédéral de volley-balls lag. Där blev hon kvar ett år, innan hon började spela med VB Nantes.
I Nantes spelade hon först spiker, innan hon övergick till att bli passare. Hon spelade i Nantes i tre år innan hon gick över till Saint-Cloud Paris Stade français för säsongen 2017-2018. Där fick hon dock inte mycket speltid och lämnade därför klubben för spel med Quimper Volley 29, där hon spelade säsongen 2018-2019. Därefter gick hon över till OK Branik, den mest framgångsrika volleybollklubben i Slovenien. Efter ett år, där klubben vann slovenska cupen, återvände hon till Frankrike och Saint-Cloud Paris Stade français. Återigen blev hon där en säsong, innan hon gick över till Entente Sportive Le Cannet-Rocheville.
Stojiljkovic spelade inte med något av landslagen på ungdomsnivå, utan debuterade i seniorlandslaget 2016 under en match mot Montenegro i European League . Tre år senare fanns hon på listan över 14 spelare som kallades upp av förbundskapten Émile Rousseaux till EM 2019 i Turkiet, där hon hade sin första erfarenhet av en stor internationell tävling. Turneringen var en besvikelse då laget, trots en seger mot Bulgarien (3-2) i första matchen, slutade sist i sin grupp efter förluster mot Grekland (0-3) och Finland (1-3) och därigenom blev utslagna direkt. Vid EM 2021 är var hon en del av Frankrikes lag som nådde kvartsfinal, trots att snittåldern bara var 22 år och fyra av spelarna inte var proffs. Detta var Frankrikes bästa resultat sedan 2013. De vann mot Bosnien (3-0) och Belgien (3-1) i gruppspelet och mot Kroatien (3-2) i åttondelsfinalen, för att sedan förlora med 3-1 mot Serbien i kvartsfinalen i Belgrad.